# Le mie due mogli
Le mie due mogli (My Favorite Wife) è un film del 1940 diretto da Garson Kanin.

## Trama
L'avvocato Nick Arden resta solo, con i due figli, ad attendere la moglie Elena dispersa dopo un naufragio di una spedizione scientifica di cui faceva parte. Dopo sette anni la donna viene dichiarata morta e Nick decide così di sposare Bianca Bates per ricostituire una famiglia.
Durante il primo giorno del viaggio di nozze (tenutasi, nella versione originale del film, nello Yosemite National Park; divenuto nell'edizione italiana "le cascate del Niagara"), ritorna Elena, finalmente recuperata grazie ad una nave che aveva perso la rotta, in un'isola remota in cui è sopravvissuta insieme al compagno di viaggio Stephen Burkett.
Nick è felice di rivedere sua moglie ma non sa come spiegarsi con Bianca, per cui, con la complicità di Elena, temporeggia. Bianca, notando lo strano comportamento del marito, contatta uno psichiatra che comincia ad analizzare i comportamenti dell'uomo.
Intanto, alle rimostranze di Elena per essere stata "velocemente" rimpiazzata, replica Nick, gelosissimo dopo avere scoperto che la moglie ha trascorso sette anni da sola su un'isola deserta con l'aitante Stephen. Nick finalmente si spiega con Bianca, ma in tal mondo non fa che confermare le ipotesi sulla propria insanità mentale, finché non viene arrestato per bigamia.
Il tribunale annulla il secondo matrimonio e così a Elena non resta che mettere alla prova il marito. Dopo aver rifiutato l'offerta di Stephen di tornare sull'isola con lui, Elena viene riabbracciata dai bambini e poi si riconcilia definitivamente con Nick.

## Produzione
Il film fu prodotto come "A Leo McCarey Production" presentato dalla RKO Radio Pictures.

## Distribuzione
Il copyright del film, richiesto dalla RKO Radio Pictures, Inc., fu registrato il 17 maggio 1940 con il numero LP9879.
Distribuito dalla RKO Radio Pictures, il film uscì sul mercato internazionale. La prima si tenne a Louisville, nel Kentucky, il 2 maggio 1940.

### Date di uscita
Il film venne distribuito in varie nazioni, fra cui:
- Stati Uniti d'America, My Favorite Wife 2 maggio 1940 (la prima a Louisville, poi distribuito dal 17 maggio 1940)
- Svezia, Min favorithustru 30 settembre 1940
- Finlandia, Lempivaimoni31 agosto 1941
- Danimarca, Min yndlingshustru 7 maggio 1945
- Francia, Mon épouse favorite 14 novembre 1947
- Germania Ovest, Meine liebste Frau 20 maggio 1952

### Altre edizioni
Il film esiste anche in versione colorizzata, presumibilmente per l'edizione home video.

## Remake
La 20th Century Fox iniziò a girare un remake nel 1962 con Dean Martin, Marilyn Monroe e Cyd Charisse col titolo provvisorio di Something's Got to Give, diretto da George Cukor. Ci furono problemi fin dall'inizio, principalmente dovuti alle assenze della Monroe sul set e ai suoi continui ritardi. La Monroe fu licenziata e Martin si rifiutò di proseguire le riprese quando lo studio tentò di dare il ruolo della Monroe a Lee Remick. A seguito della morte della Monroe nell'agosto del 1962, tutto il girato venne abbandonato e il film restò incompiuto. Qualche settimana dopo la Fox scritturò Doris Day e nel 1963 fu distribuita la nuova versione intitolata Move over, Darling, distribuita in Italia come Fammi posto tesoro.